# Toos Grol-Overling
Anna Catharina (Toos) Grol-Overling (Doetinchem, 20 maart 1931 – Deventer, 12 januari 2023) was een Nederlands pedagoog, onderwijsbestuurder en politicus voor de KVP en het CDA.

## Leven en werk
Grol studeerde pedagogiek en werd docente. Ze was diocesaan leidster vormingswerk aan de Mater Amabilischolen in Limburg (1954-1957), stafdocente aan de Katholieke Sociale Academie in 's-Gravenhage (1957-1961) en docent aan middelbare scholen in Hengelo en Haaksbergen (1961-1963). Vanaf 1963 was ze werkzaam in Tanzania, als docente aan het Teacher Trainingcollege te Mwanza (1963-1965) en wetenschappelijk medewerkster van het onderwijs-researchproject CESO/NUFFIC in Sukamaland (1965-1969). Na haar terugkeer in Nederland werd ze stafdocente aan de Sociale Academies in Enschede en Hengelo (1969-1984) en vervolgens stafdocente psychologie en groepsdynamica aan het Conservatorium in Enschede (1984-1993).
Grol was politiek actief als lid van de KVP en het CDA. Ze werd gemeenteraadslid in Hengelo (1970-1976) en lid van de Provinciale Staten van Overijssel (1978-1982). Van 26 januari 1982 tot 8 juni 1999 was ze lid van de Eerste Kamer der Staten-Generaal. Ze was onderwijswoordvoerster van de CDA-fractie en hield zich ook bezig met Koninkrijksaangelegenheden. 
Grol overleed op 91-jarige leeftijd in haar woonplaats Deventer.